# Llista de videojocs del Virtual Boy
Aquest article és la completa llista de videojocs per la consola Virtual Boy de Nintendo, organitzats alfabèticament per títols en anglès.
El Virtual Boy va ser llançat al 21 Juliol del 1995 al Japó i el 14 Agost del mateix any als Estats Units. Els primers títols van ser: Galactic Pinball, Mario's Tennis, Panic Bomber (només al Japó), Red Alarm, i Teleroboxer, i així fins a 22.

## Videojocs llançats
| Títol | Desenvolupador | Publicador          | Dates de llançaments                            |
| --- | -------------- | ------------------- | ----------------------------------------------- |
| 3D Tetris · Polygo Block · (ポリゴブロック)                                                                                    | T&E Soft       | Nintendo            | 22 de març de 1996 · Cancel·lat                 |
| Galactic Pinball · Galactic Pinball · (ギャラクティックピンボール)                                                             | Nintendo       | Nintendo            | 14 de setembre del 1995 · 21 de juliol del 1995 |
| Golf · T&E Virtual Golf · (T&E ヴァーチャルゴルフ)                                                                             | T&E Soft       | Nintendo · T&E Soft | 1 de novembre de 1995 · 11 d'agost del 1995     |
| Jack Bros. · Jack Bros. No Meirō De Hiihoo! · (ジャック・ブラザースの迷路でヒーホー！)                                         | Atlus          | Atlus               | 20 d'octubre del 1995 · 29 de setembre del 1995 |
| Mansion of Insmouse · Insmouse no Yakata · (インスマウスの館)                                                                  | Be Top         | Acclaim · I'Max     | Cancel·lat · 13 de novembre del 1995            |
| Mario Clash · Mario Clash · (マリオクラッシュ)                                                                                 | Nintendo R&D1  | Nintendo            | 1 d'octubre del 1995 · 28 de setembre del 1995  |
| Mario's Tennis · Mario's Tennis · (マリオズテニス)                                                                             | Nintendo R&D1  | Nintendo            | 14 de setembre del 1995 · 21 de juliol del 1995 |
| Nester's Funky Bowling | Nintendo R&D3  | Nintendo            | 26 de febrer del 1996                           |
| Panic Bomber · Tobidase! Panibon · (とびだせ！ぱにボン)                                                                        | Hudson Soft    | Nintendo · Hudson   | 1 de desembre del 1995 · 21 de juliol del 1995  |
| Red Alarm · Red Alarm Virtual 3D Shooting Game · (レッドアラーム)                                                              | T&E Soft       | Nintendo · T&E Soft | 14 de setembre del 1995 · 21 de juliol del 1995 |
| SD Gundam Dimension War · (SDガンダムディメンションウォー)                                                                     | Bandai         | Bandai              | 22 de desembre del 1995                         |
| Space Invaders Virtual Collection · (スペースインベーダーバーチャルコレクション)                                               | Taito          | Taito               | 1 de desembre del 1995                          |
| Space Squash · (スペーススカッシュ)                                                                                            | Coconuts       | Coconuts            | 9 d'agost del 1995                              |
| Teleroboxer · Teleroboxer · (テレロボクサー)                                                                                   | Nintendo R&D3  | Nintendo            | 14 d'agost del 1995 · 21 de juliol del 1995     |
| V-Tetris · (Ｖ－テトリス) | Bullet-Proof   | Bullet-Proof        | 25 d'agost del 1995                             |
| Vertical Force · Vertical Force · (バーティカルフォース)                                                                       | Hudson Soft    | Nintendo · Hudson   | 1 de desembre del 1995 · 12 d'agost del 1995    |
| Virtual Bowling · (バーチャルボウリング)                                                                                       | Athena         | Athena              | 22 de desembre del 1995                         |
| Virtual Fishing · Virtual Fishing · (バーチャルフィッシング)                                                                   | Pack-In-Video  | Pack-In-Video       | Cancel·lat · 6 d'octubre del 1995               |
| Virtual Lab · (バーチャルＬＡＢ)                                                                                               | J-Wing         | J-Wing              | 8 de desembre del 1995                          |
| Virtual League Baseball · Virtual Pro Yakyuu '95 · (バーチャルプロ野球’９５)                                                   | Kemco          | Kemco               | 11 de setembre del 1995 · 11 d'agost del 1995   |
| Virtual Boy Wario Land · Virtual Boy Wario Land: Secret Treasure of the Awazon · (バーチャルボーイワリオランド アワゾンの秘宝) | Nintendo R&D1  | Nintendo            | 1 de novembre del 1995 · 1 de desembre del 1995 |
| Waterworld | Ocean          | Ocean               | 21 de desembre del 1995                         |

## Videojocs cancel·lats
- Bound High
- Donkey Kong Country 2
- Doraemon: Nobita no Doki Doki! Obake Land
- Dragon Hopper
- Faceball
- GoldenEye 007
- Interceptor
- J-League 3D Stadium
- Mighty Morphin Power Rangers
- Night Landing
- Out of the Deathmount
- Protious Zone
- Shin Nihon Pro Wrestling Gekitou Densetsu
- Signal Tatto

- Sora Tobu Henry
- Strange Animal School
- Sundays Point
- VB Mario Land
- Virtual Block
- Virtual Bomberman
- Virtual Dodgeball
- Virtual Double Yakuman
- Virtual Gunman
- Virtual Jockey
- Virtual League Baseball 2
- Wangan Sensen Red City
- Worms
- Zero Racers